# Áno Miliá
Áno Miliá, en grec moderne : Άνω Μηλιά, est un village du dème de Kateríni, de Macédoine-Centrale en Grèce.
Selon le recensement de 2011, la population du village s'élève à 6 habitants.